# 伊巴爾河
43°43′39″N 20°44′58″E / 43.72750°N 20.74944°E
伊巴爾河是歐洲東南部的河流，屬於黑海流域的一部分，河道全長276公里，流域面積8,059平方公里，流經蒙特內哥羅、塞爾維亞和科索沃，最終注入西摩拉瓦河。